# Deputation
Die Deputation bezeichnet eine Abordnung oder die Entsendung einiger Mitglieder aus einem Gremium, einer größeren Versammlung, Körperschaft oder Genossenschaft zur Erledigung besonderer Angelegenheiten in deren Auftrag.

## Preußen
In Preußen waren die Deputationen im Sinne der nach französischem und englischen Vorbild reformierten Städteordnung des Freiherrn vom Stein von 1808 Kommissionen, die an der Regierung der Stadtgemeinden mitwirkten.
Einen Vorläufer bildeten die sogenannten Landesdeputationen, die während der Zeit der französischen Besatzungen 1757, 1794 und 1796/97 unter Beteiligung der Landstände gebildeten provisorischen Regierungsbehörden in Teilen der besetzten brandenburgisch-preußischen Provinzen in Westdeutschland. Auch in anderen preußischen Provinzen gab es während der Franzosenzeit Landesdeputationen, so die ostpreußische Landesdeputation in Königsberg.

## Hamburg
In der Freien und Hansestadt Hamburg gab es bis 2020 bei jeder Landesbehörde dem Senator beigegebene Deputationen als besondere Mitwirkungs- und Kontrollgremien der Bürger, bestehend aus ehrenamtlichen Mitgliedern (Deputierte), die von der Hamburgischen Bürgerschaft gewählt wurden. 2020 wurde das jahrhundertealte Rechtsinstitut von der Bürgerschaft als nicht mehr zeitgemäß abgeschafft.

## Bremen
Auch in der Freien Hansestadt Bremen kann die Bremische Bürgerschaft Deputationen bilden, die den Charakter von Verwaltungsausschüssen haben. Neben Mitgliedern der Bürgerschaft können auch weitere von der Bürgerschaft gewählte Bürger den Deputationen angehören.